# Macaduma lichenia
Macaduma lichenia är en fjärilsart som beskrevs av Rothschild 1912. Macaduma lichenia ingår i släktet Macaduma och familjen björnspinnare. Inga underarter finns listade i Catalogue of Life.